# Listă de filme britanice din 1989
Aceasta este o listă de filme britanice din 1989:

## Lista
| Titlu                                     | Regizor             | Distribuție                                                  | Gen            | Note                                                     |
| ----------------------------------------- | ------------------- | ------------------------------------------------------------ | -------------- | -------------------------------------------------------- |
| All Dogs Go to Heaven                     | Don Bluth           | Burt Reynolds, Dom DeLuise                                   | Animation      |                                                          |
| The BFG                                   | Brian Cosgrove      | David Jason, Amanda Root                                     | Family         |                                                          |
| Black Rainbow                             | Mike Hodges         | Rosanna Arquette, Jason Robards                              | Thriller       |                                                          |
| The Cook, the Thief, His Wife & Her Lover | Peter Greenaway     | Richard Bohringer, Michael Gambon, Helen Mirren, Alan Howard | Drama          |                                                          |
| Crusoe                                    | Caleb Deschanel     | Aidan Quinn, Adé Sapara                                      | Adventure      |                                                          |
| Dealers                                   | Colin Bucksey       | Paul McGann, Rebecca De Mornay                               | Drama          |                                                          |
| Edge of Sanity                            | Gérard Kikoïne      | Anthony Perkins, Glynis Barber                               | Thriller       |                                                          |
| Erik the Viking                           | Terry Jones         | Tim Robbins, Tim McInnerny                                   | Comedy         |                                                          |
| Eversmile, New Jersey                     | Carlos Sorín        | Daniel Day-Lewis, Mirjana Joković                            | Comedy/drama   |                                                          |
| For Queen and Country                     | Martin Stellman     | Denzel Washington, Bruce Payne                               | Crime drama    |                                                          |
| Getting It Right                          | Randal Kleiser      | Jesse Birdsall, Jane Horrocks, Helena Bonham Carter          | Comedy         |                                                          |
| Henry V                                   | Kenneth Branagh     | Kenneth Branagh, Brian Blessed                               | Literary drama | Adaptation of Shakespeare's play                         |
| How to Get Ahead in Advertising           | Bruce Robinson      | Richard E. Grant, Rachel Ward                                | Comedy         |                                                          |
| Howling V: The Rebirth                    | Neal Sundstrom      | Philip Davis, Victoria Catlin                                | Horror         |                                                          |
| King of the Wind                          | Peter Duffell       | Richard Harris, Glenda Jackson                               | Adventure      |                                                          |
| Licence to Kill                           | John Glen           | Timothy Dalton, Robert Davi, Talisa Soto, Carey Lowell       | Spy/action     |                                                          |
| Little Sweetheart                         | Anthony Simmons     | John Hurt, Karen Young                                       | Thriller       | [ 1 ]                                                    |
| Melancholia                               | Andi Engel          | Jeroen Krabbé, Susannah York                                 | Thriller       | Co-production with West Germany                          |
| My Left Foot                              | Jim Sheridan        | Daniel Day-Lewis, Ray McAnally, Brenda Fricker               | Biopic         | Won two Academy Awards                                   |
| The Rachel Papers                         | Damian Harris       | Dexter Fletcher, Ione Skye, Jonathan Pryce                   | Drama          |                                                          |
| The Rainbow                               | Ken Russell         | Sammi Davis, Amanda Donohoe                                  | Drama          | Entered into the 16th Moscow International Film Festival |
| Resurrected                               | Paul Greengrass     |                                                              |                | Entered into the 39th Berlin International Film Festival |
| Return from the River Kwai                | Andrew McLaglen     | Edward Fox, Chris Penn, Denholm Elliott                      | War            |                                                          |
| The Return of the Musketeers              | Richard Lester      | Michael York, Oliver Reed, Frank Finlay, Richard Chamberlain | Adventure      |                                                          |
| Reunion                                   | Jerry Schatzberg    |                                                              |                | Entered into the 1989 Cannes Film Festival               |
| Scandal                                   | Michael Caton-Jones | John Hurt, Joanne Whalley, Bridget Fonda, Ian McKellen       | Drama          | Screened at the 1989 Cannes Film Festival                |
| Shirley Valentine                         | Lewis Gilbert       | Pauline Collins, Tom Conti, Alison Steadman                  | Comedy/drama   |                                                          |
| Strapless                                 | David Hare          | Blair Brown, Bruno Ganz, Bridget Fonda                       | Drama          |                                                          |
| The Tall Guy                              | Mel Smith           | Jeff Goldblum, Emma Thompson                                 | Comedy         |                                                          |
| Tank Malling                              | James Marcus        | Ray Winstone, Amanda Donohoe                                 | Thriller       |                                                          |
| Ten Little Indians                        | Alan Birkinshaw     | Donald Pleasence, Frank Stallone                             | Mystery        |                                                          |
| That Summer of White Roses                | Rajko Grlić         | Tom Conti, Rod Steiger, Susan George                         | War            | British-Yugoslav co-production                           |
| Torrents of Spring                        | Jerzy Skolimowski   | Nastassja Kinski, Timothy Hutton, Valeria Golino             | Romance/drama  | Co-production with France and Italy                      |
| Tree of Hands                             | Giles Foster        | Helen Shaver, Lauren Bacall                                  | Drama          |                                                          |
| Urge to Kill                              | Derek Ford          | Peter Gordeno, Jeremy Mark                                   | Thriller       | [ 3 ]                                                    |
| War Requiem                               | Derek Jarman        | Laurence Olivier, Tilda Swinton, Sean Bean                   | Music          | Olivier's last film                                      |
| When the Whales Came                      | Clive Rees          | Paul Scofield, David Threlfall, Helen Mirren                 | Drama          |                                                          |
| Wilt                                      | Michael Tuchner     | Griff Rhys Jones, Mel Smith                                  | Comedy         |                                                          |
| The Wolves of Willoughby Chase            | Stuart Orme         | Stephanie Beacham, Mel Smith                                 | Family         |                                                          |